# Paul-Olivier Musangi
Paul-Olivier Musangi (alias Musangi Ntemo, né le 17 juin 1946 à Panga dans le Bas-Congo, Kongo-Central actuellement, en République démocratique du Congo et mort le 1er juillet 2019 à Kinshasa) est un écrivain, critique d'art congolais (RDC) et président de la section RDC de l'Association internationale des critiques d'art,.

## Publications

### Poésie
- 1968 : Musangi (Paul-Olivier), Les Réminiscences du soir. Préf. F. Kanika ; ill. E. Lusadisu. Kinshasa : éditions Belles-lettres, 1968, 28 fts.
- 1968 : Musangi Ntemo (Paul-Olivier), Ma terre perdue. Kinshasa : Belles-Lettres, 1969, 19 p.
- 1974 : Bokeme Sha ne Molobay, Prémices : poèmes [suivi de] Musangi Ntemo, J'entends pleurer sous les roseaux : poèmes. Kinshasa : Ed. Ngongi, 1974, 39 p.

### Nouvelles
- 1983 : Musangi Ntemo, Sabu, un enfant de chez nous. Suivi de Village en sursis. [Dessin de couverture de Kapolongo]. Kinshasa : Édition de l'Union des Écrivains Zaïrois (UEZA), 1983, 79 p.

### Essais
- 1987 : Bamba Ndombasi Kufimba ; Musangi Ntemo, Anthologie des sculpteurs et peintres zaïrois contemporains. Paris : ACCT ; Nathan, 1987, 109 p., ill.
- 1989 : Musangi Ntemo, A la découverte de la vie culturelle à Kinshasa, in : Zaïre-Afrique, n°235, 1989, p.237-246.